# Allée Marcel-Proust
Ne doit pas être confondu avec Avenue Marcel-Proust.
L'allée Marcel-Proust est une voie du 8e arrondissement de Paris, en France.

## Situation et accès
L'allée Marcel-Proust est une voie située dans le 8e arrondissement de Paris. Uniquement piétonne, elle débute place de la Concorde au début de l'avenue Gabriel et se termine avenue de Marigny, traversant les jardins des Champs-Élysées parallèlement à l'avenue des Champs-Élysées sur son côté nord. On y trouve un magnifique gingko.

## Origine du nom
Elle porte le nom de l'écrivain français Marcel Proust (1871-1922).

## Historique
L'allée a été baptisée de ce nom par un arrêté municipal du 11 août 1969, choisi en référence au terrain de jeu des enfants du quartier et des élèves du lycée Condorcet, dont Marcel Proust, qui se retrouvaient là dans les années 1882-1886. Ces jeux aux jardins des Champs-Élysées se retrouvent transposés dans son œuvre, dans la dernière partie de Du côté de chez Swann.

## Bâtiments remarquables et lieux de mémoire
- Jardins des Champs-Élysées